# Filiberke gaat trouwen
Filiberke gaat trouwen is het 43ste stripverhaal van Jommeke. De reeks wordt getekend door striptekenaar Jef Nys.

## Personages
- Jommeke
- Flip
- Filiberke
- Pekkie
- Annemieke
- Choco
- kleine rollen: Rozemieke, Prosper, professor Gobelijn, Hasan met de baard, prinses Indirazada, maharadja Ageb Moera, Boelba, Taras, Moestasja e.a.

## Verhaal
Het verhaal begint wanneer Filiberke in de krant leest dat de Indische prinses Indirazada ontvoerd is. Hij wordt stapelverliefd op het meisje dat op de foto staat en vertrekt naar India om de prinses te gaan redden en met haar te trouwen, dit tegen het advies van Jommeke en Flip in. Als blijkt dat hij al is vertrokken, besluiten Jommeke en Flip om hem terug te halen. De Miekes worden ook ingeschakeld, maar Rozemieke stort in als ze hoort dat Filiberke met een ander wil trouwen, gezien hij beloofd had met haar te trouwen. Enkel Annemieke en Choco trekken mee met Jommeke. Van professor Gobelijn krijgen ze een nieuw vliegtoestel ter beschikking dat hen naar India kan brengen. Eenmaal aangekomen vinden ze vrij snel Filiberke en Pekkie, maar Filiberke wil niet terugkeren. De vrienden besluiten de prinses te bevrijden, maar willen verhinderen dat Filiberke ermee trouwt.
Via de hulp van een neef van Flip, Hasan met de baard, vinden de vrienden de plaats waar de prinses woont en begint hun zoektocht door de oerwouden daar. Als Annemieke in de vliegende bol achterblijft, wordt ze ontvoerd door een orang-oetan. Jommeke vermoedt dat de aap getraind werd om meisjes te ontvoeren en zo Annemieke meegenomen heeft. Ze volgen het spoor en vinden zo de schuilplaats van de ontvoerders in een oude tempel. Jommeke besluit de drie boeven met een list te overweldigen. Ze lokken de orang-oetan Boelba mee en trainen hem om mannen te vangen en in een kooi te werpen. Daarop lokt Flip een voor een de boeven weg waarop ze door Boelba gevangengenomen worden. De vrienden bevrijden Annemieke en de prinses die een volwassen vrouw blijkt te zijn. De foto in de krant blijkt een oude foto te zijn. Filiberke ziet zijn trouwplannen in duigen vallen. De vrienden brengen de prinses terug naar haar vader en krijgen een zak vol goud als beloning.

## Achtergronden bij het verhaal
- Tijdens dit avontuur trekken Jommeke en zijn vrienden voor het eerst naar India, onder meer naar de stad Calcutta en de rivier de Ganges
- Voor het eerst speelt maar een van de Miekes een rol van betekenis in het verhaal. Het gebeurt zelden dat de meisjes niet samen voorkomen.
- Voor het eerst duikt er een familielid van Flip op in de reeks. Opvallend is dat het een neef in India betreft, gezien Flip zelf volgens het album De zingende aap uit Congo komt.
- In dit album komt een voorloper van de vliegende bol voor, een uitvinding van de professor waarmee de vrienden in de toekomst gemakkelijk naar vreemde plaatsen kunnen reizen. Deze bol lijkt in tegenstelling tot twee eerdere versies in de albums De ooievaar van Begonia en De verloren zoon al heel goed op de uiteindelijke vliegende bol. Deze versie heeft al de uiterlijke vorm en kleur, maar heeft nog wielen en een uitlaat. De stoelen staan ook nog anders.